# Elektroceramika
Elektroceramika – rodzaj materiału, który jest stosowany w elektrotechnice jako dielektryki bądź półprzewodniki. Materiał ten wykazuje dużą wytrzymałość, rezystywność elektryczną, odporność na wysokie temperatury oraz małą stratność elektryczną. Do elektroceramiki zalicza się porcelany.
Elektroceramika jest stosowana w: 
- materiałach izolacyjnych,
- materiałach podkładowych,
- materiałach piezoelektrycznych,
- magnesach ferrytowych,
- kondensatorach,
- elementach konstrukcyjnych,
- nowych źródłach energii (ogniwa paliwowe z tworzyw ceramicznych).